# ألفونسو ديفيز
ألفونسو بويل ديفيز (بالإنجليزية: Alphonso Boyle Davies؛ 2 نوفمبر 2000) هو لاعب كرة قدم كندي، يلعب كظهير أيسر أو جناح مع بايرن ميونخ في الدوري الألماني الدرجة الأولى والمنتخب الكندي.
كان ديفيز أول لاعب ولد في العقد الأول من القرن الحادي والعشرين يلعب في إحدى مباريات الدوري الأمريكي لكرة القدم. انضم ديفيز إلى بايرن ميونخ في يناير 2019 من فانكوفر وايتكابس في الدوري الأمريكي لكرة القدم بموجب عقد يستمر حتى عام 2023 مقابل رسوم انتقال قياسية في الدوري الأمريكي حينها. حصل ديفيز على لقب أفضل لاعب في الدوري الألماني لعام 2019–20.
في يونيو 2017، أصبح أصغر لاعب يشارك مع المنتخب الكندي. من خلال تسجيله لهدفين في مباراة كأس الكونكاكاف الذهبية 2017 ضد غويانا الفرنسية، أصبح أصغر لاعب يسجل للمنتخب الكندي، وأصغر لاعب يسجل في كأس الكونكاكاف الذهبية، وأول لاعب ولد في الألفية الجديدة يسجل في بطولة دولية كبرى.

## النشأة
ولد ديفيز لأبوين ليبيريين في بودوبورام، وهو مخيم للاجئين في منطقة جوموا الشرقية، غانا. عاش والداه هناك بعد فرارهم من وطنهم خلال الحرب الأهلية الليبيرية الثانية، والتي أدت إلى نزوح أكثر من 450.000 شخص من ليبيريا. عندما كان ديفيز في الخامسة من عمره، انتقلت عائلته إلى كندا، وانتقلت في النهاية إلى إدمونتون. في 6 يونيو 2017، حصل رسميًا على الجنسية الكندية.

## مسيرته الكروية

### مسيرة الشباب
عندما كان طفلاً في إدمونتون، لعب ديفيز كرة القدم المنظمة لأول مرة مع كرة القدم الحرة، وهو دوري كرة قدم بعد المدرسة لطلاب المدارس الابتدائية داخل المدينة الذين لا يستطيعون تحمل رسوم التسجيل والمعدات، أو الذين يفتقرون إلى وسائل النقل للذهاب إلى المباريات.
بعد اللعب مع إدمونتون الدولية وإدمونتون سترايكرز، انضم ديفيز إلى فانكوفر وايتكابس في عام 2015 في سن الرابعة عشرة.

### فانكوفر وايتكابس 2
بعد انضمامه إلى فانكوفر وايتكابس خلال جولتهما التمهيدية في الدوري الأمريكي للموسم 2016، وقع ديفيز مع فريق وايت كابس 2 في دوري الولايات المتحدة في 23 فبراير 2016. في وقت توقيعه، أصبح أصغر لاعب وقع على عقد في دوري الولايات المتحدة بعمر 15 عامًا و3 أشهر. شارك ديفيز لأول مرة بشكل احترافي له مع فانكوفر وايتكابس 2 بعمر 15 عامًا و5 أشهر في أبريل 2016. في 15 مايو 2016، سجل هدفه الرسمي الأول، مما جعله أصغر لاعب يسجل في تاريخ دوري الولايات المتحدة بعمر 15 عامًا و6 أشهر. سجل هدفين في 11 مباراة لعبها خلال موسم 2016.

### فانكوفر وايتكابس
تم اختيار ديفيز في قائمة فانكوفر وايتكابس للبطولة الكندية لكرة القدم 2016 بعقد قصير الأجل. في 1 يونيو 2016، شارك لأول مرة مع فريقه في مباراة الذهاب من البطولة الكندية ضد أوتاوا فيوري وشارك كأساسي مباراة الإياب في فانكوفر.
في 15 يوليو 2016، وقع ديفيز عقد مع الفريق الأول مع لوايتكابس حتى 2018، مع خيارات لموسمي 2019 و2020. في وقت توقيعه، كان أصغر لاعب نشط في الدوري الأمريكي لكرة القدم، وثالث أصغر لاعب يوقع عقد في الدوري الأمريكي لكرة القدم. شارك ديفيز لأول مرة في الدوري الأمريكي في 16 يوليو 2016، ليصبح ثاني أصغر لاعب يلعب في الدوري الأمريكي بعد فريدي أدو. في سبتمبر 2016، سجل هدفه الأول للفريق الأول في دوري أبطال الكونكاكاف 2016–17 ضد سبورتينغ كانساس سيتي في الوقت بدل الضائع ليأهل النادي إلى أدوار خروج المغلوب. في سبتمبر 2016، أصبح ديفيز ثاني أصغر لاعب في تاريخ الدوري الأمريكي عندما شارك كأساسي مباراة ضد كولورادو رابيدز. في 2 أكتوبر 2016، شارك كأساسي ضد الغريم سياتل ساوندرز وحصل على ضربة جزاء. خلال موسم 2016، لعب ديفيز في ثماني مباريات في الدوري الأمريكي، وأربعة مباريات في البطولة الكندية، وثلاث مباريات في دوري أبطال الكونكاكاف.
بعد أداءه المثير للإعجاب في الدوري الأمريكي الممتاز، اجتذب ديفيز الاهتمام من قبل أندية أوروبية من ضمنها مانشستر يونايتد وتشيلسي وليفربول، وتم اختياره أيضًا كواحد من أفضل 60 شاب موهوب في كرة القدم في العالم في عام 2017. في المباراة الافتتاحية لموسم 2018 ضد إمباكت مونتريال، سجل ديفيز هدفه الأول في الدوري، وصنع في تسجيل هدف كي كامارا. في 10 يونيو 2018، سجل هدفًا ومرر ثلاث تمريرات حاسمة في الفوز 5–2 على أورلاندو سيتي. سجل ديفيز هدفين وصنع هدف ليساعد فريقه على هزيمة مينيسوتا يونايتد بنتيجة 4–2 في 29 يوليو. في 29 يونيو 2018، تم إدراج ديفيز في فريق كل النجوم للدوري الأمريكي لقائمة 2018 في 1 أغسطس ضد يوفنتوس. شارك ديفيز خلال المباراة، التي انتهت بالخسارة 3–5 بركلات الترجيح بعد التعادل 1–1. حصل ديفيز على جائزة أفضل لاعب في فانكوفر وايتكابس في العام في 24 أكتوبر، وحصل أيضًا على جائزة هدف العام في وايتكابس. في مباراة ديفيز الأخيرة لفريق فانكوفر في 28 أكتوبر، سجل كلا الهدفين في الفوز 2–1 على بورتلاند تمبرز.

### بايرن ميونخ
في 25 يوليو 2018، أعلن فانكوفر وايتكابس أنهم وافقوا على انتقال ديفيز بملايين الدولارات إلى نادي بايرن ميونخ الألماني، حيث شهد ديفيز موسم الدوري 2018 مع فانكوفر، قبل الانضمام إلى بايرن في يناير 2019. كانت الرسوم الأساسية للانتقال 13.5 مليون دولار أمريكي، مع مكافآت متعلقة بالأداء بلغ مجموعها 22 مليون دولار، وهو رقم قياسي في ذلك الوقت في الدوري الأمريكي، وقد كُسر لاحقًا بانتقال ميغيل ألميرون إلى نيوكاسل يونايتد. خاض ديفيز أول جلسة تدريبية له مع بايرن في 21 نوفمبر 2018، وشارك لأول مرة في 12 يناير 2019 ضد بوروسيا مونشنغلادباخ في نهائي بطولة كأس تليكوم، والتي فاز بها بايرن بركلات الترجيح بعد تعادل سلبي. شارك ديفيز لأول مرة في الدوري الألماني في 27 يناير ضد شتوتغارت، حيث دخل كبديل متأخر عن كينغسلي كومان في الفوز 3–1. سجل هدفه الأول مع بايرن في 17 مارس، مسجلاً الهدف الأخير في مباراة الفوز 6–0 على ماينتس. وبذلك، وفي سن 18 عامًا و4 أشهر و15 يومًا، أصبح أصغر لاعب منذ روكي سانتا كروز، قبل عشرين عامًا، يسجل مع النادي. وهو أول لاعب كندي دولي يسجل للبايرن. في 18 مايو 2019، فاز ديفيز بأول لقب له في الدوري الألماني حيث أنهى بايرن ميونخ الدوري بفارق بنقطتين عن دورتموند برصيد 78 نقطة. بعد أسبوع، فاز ديفيز بأول مباراة له في كأس ألمانيا حيث فاز بايرن ميونخ على آر بي لايبزيغ 3–0 في نهائي نهائي كأس ألمانيا 2019. لم يتم اختيار ديفيز في تشكيلة النهائي.
شارك ديفيز في أول مباراة له في الدوري الألماني مع بايرن في الجولة التاسعة من موسم 2019–20 في الدوري الألماني، حيث لعب 90 دقيقة كاملة بفوزه 2–1 على أرضه أمام يونيون برلين. شارك في أول مباراة له في دوري أبطال أوروبا في 6 نوفمبر 2019، بفوزه 2–0 على أولمبياكوس. طوال موسم 2019–20، لعب ديفيز كظهير أيسر ليسمح لدافيد ألابا باللعب في مركز قلب الدفاع. حصل ديفيز على ثناء كبير خلال الفترة التي قضاها في هذا المركز، واكتسب سمعة مبكرة كواحد من أفضل الظهير الأيسر في العالم. في 25 فبراير 2020، صنع ديفيز هدف روبرت ليفاندوفسكي في الفوز 3–0 خارج أرضه أمام تشيلسي في ذهاب دور الـ16 من دوري أبطال أوروبا؛ تم الإشادة بأدائه خلال المباراة على نطاق واسع في وسائل الإعلام، حيث علق الناقد غاري لينيكر بأن ديفيز لعب «بشكل جميل»، بينما وصفه الدولي الأمريكي السابق ستيوارت هولدن بأنه «ظهير أيسر من الطراز العالمي».
في أبريل 2020، وافق بايرن ميونخ وديفيز على تمديد العقد حتى عام 2025، مما أضاف عامين إلى عقده الحالي.
بعد استئناف الدوري الألماني، الذي أوقف جميع المباريات بسبب جائحة فيروس كورونا، بدأ ديفيز ضد كل من آينتراخت فرانكفورت وبوروسيا دورتموند. سجل ديفيز وصنع في مباراة فرانكفورت، واستخلص كرة من آرلينغ هالاند لاعب دورتموند بعد أن جرى بسرعة 35.3 كيلومتر في الساعة (21.9 ميل/س). في 16 يونيو 2020، لعب ديفيز مع بايرن ميونخ ضد فيردر بريمن، في مباراة فازوا فيها 1–0، وحصل بايرن ميونخ على لقب الدوري للمرة الثامنة على التوالي. تم طرد ديفيز في الدقيقة 79 لتلقيه البطاقة الصفراء الثانية، ولكن ليس قبل تحطيم الرقم القياسي لأقصى سرعة مسجلة في الدوري الألماني، بسرعة 36.51 كيلومتر في الساعة (22.69 ميل/س). حصل ديفيز على لقب أفضل لاعب في الدوري الألماني لموسم 2019–20. في 14 أغسطس 2020، تم الإشادة بديفيز، الذي كان يلعب في مركز الظهير الأيسر، لمساعدته في تحقيق هدف جوشوا كيميتش ضد برشلونة في ربع نهائي دوري أبطال أوروبا التي فاز بها بايرن ميونخ بنتيجة تاريخية 8–2. في 23 أغسطس، شارك كأساسي في نهائي دوري أبطال أوروبا ضد باريس سان جيرمان، وفاز بايرن 1–0 ليحقق الثلاثية؛ وبالتالي، أصبح ديفيز أول كندي دولي يفوز بدوري أبطال أوروبا.

## مسيرته الدولية

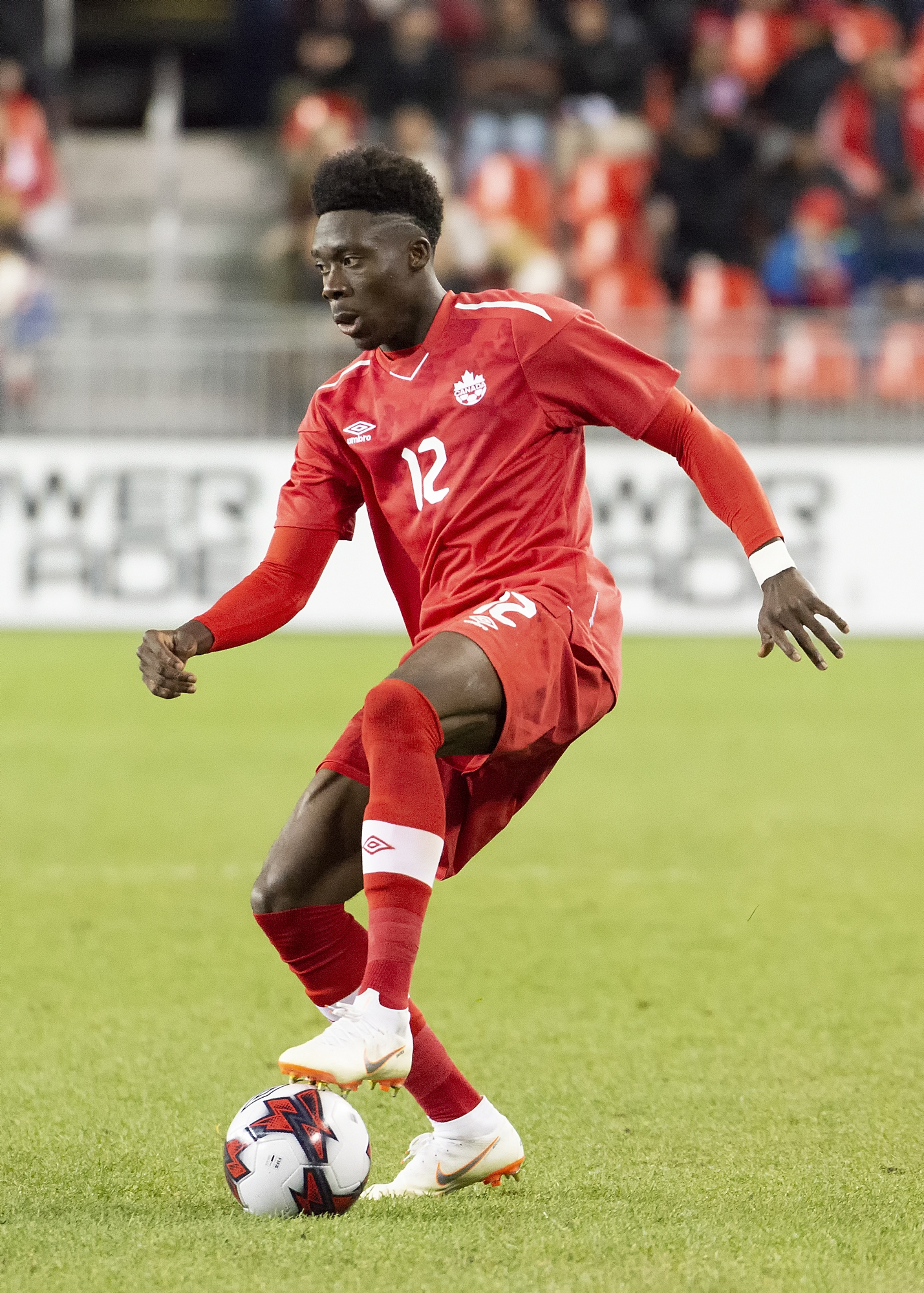
ديفيز مع كندا خلال مباراة ضد دومينيكا على ملعب بي إم أو فيلد في تورونتو، 16 أكتوبر، 2018

### الفئات السنية
على الرغم من كونه مواطنًا ليبيريًا بالولادة، فقد تم استدعاء ديفيز إلى العديد من الفئات السنية تحت 15 سنة وتحت 18 سنة للمنتخب الكندي في عامي 2014 و2015. في 17 مارس 2016، تم استدعاؤه إلى منتخب كندا تحت 20 سنة لمباراة ودية ضد منتخب إنجلترا تحت 20 سنة. في نوفمبر 2016، حضر ديفيز معسكر كندا تحت 17 سنة، حيث سجل هدفًا ضد جامايكا. في عام 2016، حصل على لقب أفضل لاعب في كندا تحت 17 سنة عن أدائه مع فرق تحت 17 وتحت 20 سنة في المباريات الودية. في مارس 2017، صرح ديفيز في مقابلة أنه يريد أن يمثل المنتخب الكندي، وأن هذا أحد أحلامه. في عام 2017، حصل على لقب أفضل لاعب في كندا تحت 17 سنة للمرة الثانية بسبب أدائه مع الفريق الأول.

### المنتخب الأول
كونه غاني المولد ومن أصل ليبيري، كان ديفيز مؤهلاً للعب مع منتخب غانا ومنتخب ليبيريا. في 6 يونيو 2017، اجتاز ديفيز اختبار المواطنة وأصبح رسميًا مواطنًا كنديًا، مما جعله مؤهلاً للعب مع المنتخب الكندي. في نفس اليوم، تمت إضافة ديفيز إلى معسكر الفريق الأول لمباراة ودية ضد كوراساو، بالإضافة إلى القائمة الأولية المكونة من 40 لاعباً لكندا للمشاركة في كأس الكونكاكاف الذهبية 2017. شارك ديفيز لأول مرة مع الفريق الأول في مباراة ودية ضد كوراساو بسن الـ16 عام، مما جعله أصغر لاعب يلعب للمنتخب الوطني. في 27 يونيو، تم اختيار ديفيز في التشكيلة النهائية المكونة من 23 لاعباً للمشاركة في كأس الكونكاكاف الذهبية 2017. في أول مباراة مع كندا في تلك البطولة، سجل ديفيز هدفين في الفوز 4–2 على غويانا الفرنسية. هذه الأهداف جعلته أصغر لاعب يسجل أهداف في تاريخ الكأس الكونكاكاف الذهبية. ثم سجل في مباراتهم الثانية ضد كوستاريكا في مباراة التعادل 1–1. حصل ديفيز على الحذاء الذهبي كأفضل هداف في البطولة، وجائزة أفضل لاعب شاب في البطولة، وأدرج ضمن قائمة أفضل 11 لاعب في البطولة.
في 30 مايو 2019، تم اختيار ديفيز في تشكيلة كأس الكونكاكاف الذهبية 2019. تم استدعاء ديفيز لمباراتي في دوري أمم الكونكاكاف 2019–20 ضد كوبا يومي 7 و 10 سبتمبر 2019. في المباراة الثانية، سجل ديفيز الهدف الحاسم في فوز كندا 1–0. في أكتوبر 2019، ساعد ديفيز كندا لتحقيق أول فوز لها على الولايات المتحدة منذ 34 عامًا، وسجل الهدف الافتتاحي لمباراة دوري أمم الكونكاكاف، والتي انتهت 2–0.

## أسلوب لعبه
على الرغم من أنه يلعب بشكل أساسي كظهير على الجهة اليسرى، إلا أن ديفيز قادر على اللعب كظهير جناح أو لاعب وسط أيسر أو حتى كجناح بسبب سرعته العالية وقدرته على المراوغة والإبداع وقدرته بالعرضيات. ويعتبر لاعبًا شابًا واعدًا في وسائل الإعلام.

## حياته الشخصية

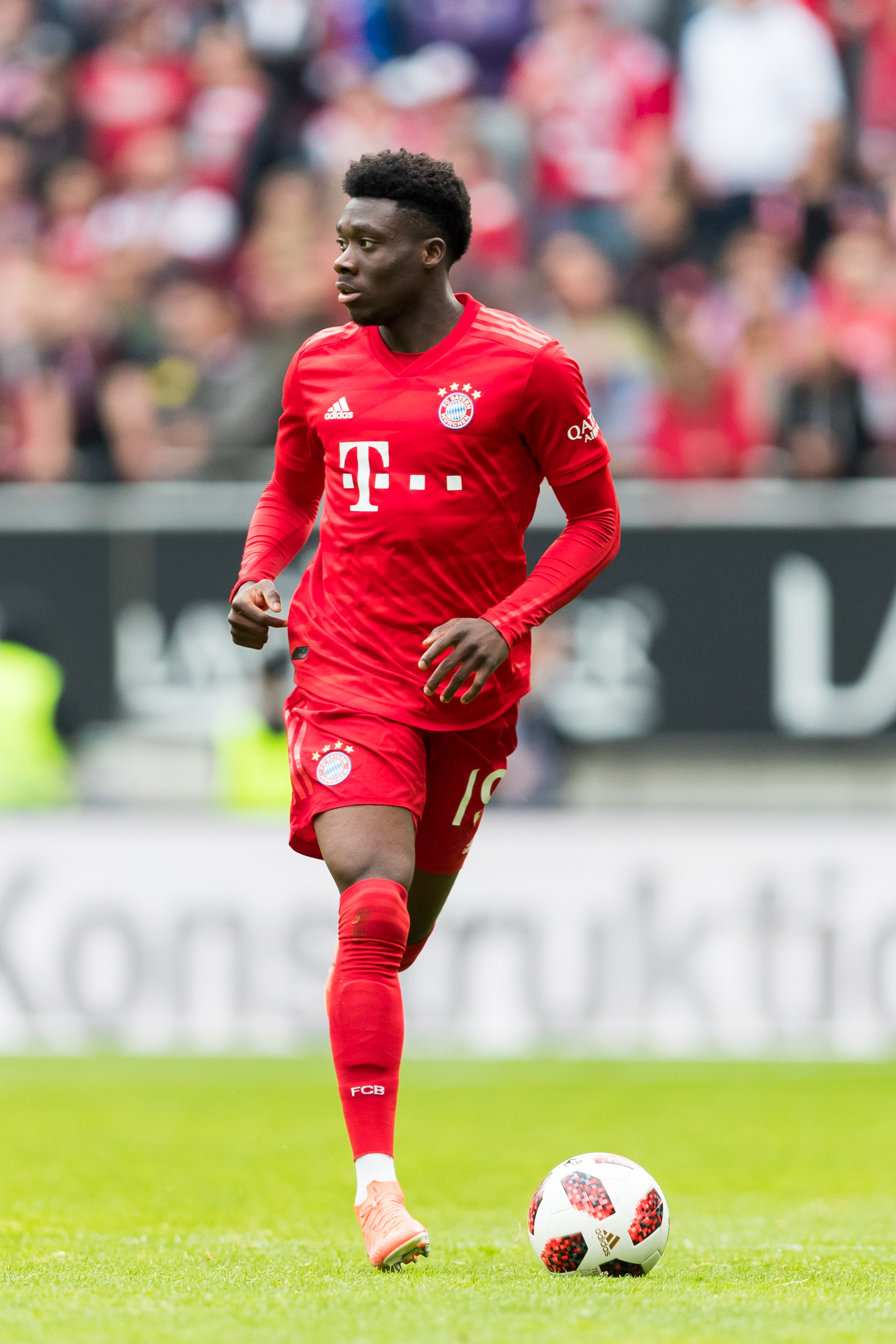
ألفونسو ديفيز في مباراة نادي كايزرسلاوترن ضد بايرن ميونخ

كان على علاقة مع المهاجمة الكندية جوردين هيتيما من باريس سان جيرمان منذ سبتمبر 2017. في سبتمبر 2019، تم تغريمه 20 ألف يورو لوصوله متأخرًا إلى تدريب بايرن بعد زيارته لهيتيما في باريس، وبحلول يونيو 2020، كانت الصحافة الفرنسية تدرك أن ديفيز قد يكون مهتم بتوقيع هيتيما مع فريق بايرن ميونخ للسيدات.

## الإحصائيات

### النادي
آخر تحديث 4 أكتوبر 2020. 
| النادي             | الموسم               | الدوري                         | الدوري    | الدوري  | الكأس     | الكأس   | قاري      | قاري    | أخرى      | أخرى    | المجموع   | المجموع |
| النادي             | الموسم               | الدرجة                         | المباريات | الأهداف | المباريات | الأهداف | المباريات | الأهداف | المباريات | الأهداف | المباريات | الأهداف |
| ------------------ | -------------------- | ------------------------------ | --------- | ------- | --------- | ------- | --------- | ------- | --------- | ------- | --------- | ------- |
| فانكوفر وايتكابس 2 | 2016                 | دوري الولايات المتحدة          | 11        | 2       | —         | —       | —         | —       | 0         | 0       | 11        | 2       |
| فانكوفر وايتكابس   | 2016                 | الدوري الأمريكي                | 8         | 0       | 4         | 0       | 3         | 1       | —         | —       | 15        | 1       |
| فانكوفر وايتكابس   | 2017                 | الدوري الأمريكي                | 26        | 0       | 2         | 2       | 4         | 1       | 1         | 0       | 33        | 3       |
| فانكوفر وايتكابس   | 2018                 | الدوري الأمريكي                | 31        | 8       | 2         | 0       | —         | —       | —         | —       | 33        | 8       |
| فانكوفر وايتكابس   | المجموع              | المجموع                        | 65        | 8       | 8         | 2       | 7         | 2       | 1         | 0       | 81        | 12      |
| بايرن ميونخ ب      | 2018–19              | الدوري الإقليمي في بايرن       | 3         | 0       | —         | —       | —         | —       | 2         | 0       | 5         | 0       |
| بايرن ميونخ ب      | 2019–20 [الإنجليزية] | الدوري الألماني الدرجة الثالثة | 3         | 0       | 0         | 0       | 0         | 0       | 0         | 0       | 3         | 0       |
| بايرن ميونخ ب      | المجموع              | المجموع                        | 6         | 0       | 0         | 0       | 0         | 0       | 2         | 0       | 8         | 0       |
| بايرن ميونخ        | 2018–19              | الدوري الألماني                | 6         | 1       | 0         | 0       | 0         | 0       | —         | —       | 6         | 1       |
| بايرن ميونخ        | 2019–20              | الدوري الألماني                | 29        | 3       | 5         | 0       | 8         | 0       | 1         | 0       | 43        | 3       |
| بايرن ميونخ        | 2020–21              | الدوري الألماني                | 2         | 0       | 0         | 0       | 0         | 0       | 2         | 0       | 4         | 0       |
| بايرن ميونخ        | المجموع              | المجموع                        | 35        | 4       | 5         | 0       | 8         | 0       | 1         | 0       | 49        | 4       |
| الإجمالي           | الإجمالي             | الإجمالي                       | 117       | 14      | 13        | 2       | 15        | 2       | 4         | 0       | 149       | 18      |

الملاحظات

### المنتخب
آخر تحديث 15 نوفمبر 2019. 
| كندا    | كندا      | كندا    |
| العام   | المباريات | الأهداف |
| ------- | --------- | ------- |
| 2017    | 6         | 3       |
| 2018    | 3         | 0       |
| 2019    | 8         | 2       |
| المجموع | 17        | 5       |

### الأهداف الدولية
آخر تحديث 15 أكتوبر 2019. 
| # | التاريخ        | المكان                                  | الخصم            | الهدف | النتيجة | المسابقة                    |
| - | -------------- | --------------------------------------- | ---------------- | ----- | ------- | --------------------------- |
| 1 | يوليو 7 2017   | ريد بل أرينا، هاريسون، الولايات المتحدة | غيانا الفرنسية   | 3–0   | 4–2     | كأس الكونكاكاف الذهبية 2017 |
| 2 | يوليو 7 2017   | ريد بل أرينا، هاريسون، الولايات المتحدة | غيانا الفرنسية   | 4–2   | 4–2     | كأس الكونكاكاف الذهبية 2017 |
| 3 | يوليو 11 2017  | ملعب بي في أي، هيوستن، الولايات المتحدة | كوستاريكا        | 1–0   | 1–1     | كأس الكونكاكاف الذهبية 2017 |
| 4 | سبتمبر 10 2019 | ملعب ترومان بودن، جورج تاون، جزر كايمان | كوبا             | 1–0   | 1–0     | دوري أمم الكونكاكاف 2019–20 |
| 5 | أكتوبر 15 2019 | ملعب بي إم أو فيلد، تورونتو، كندا       | الولايات المتحدة | 1–0   | 2–0     | دوري أمم الكونكاكاف 2019–20 |

## الإنجازات

### النادي
بايرن ميونخ
- الدوري الألماني: 2018–19، 2019–20، 2020–21، 2021–22، 2022–23[86]
- كأس ألمانيا: 2018–19، 2019–20
- كأس السوبر الألماني: 2020، 2021، 2022
- دوري أبطال أوروبا: 2019–20[87]
- كأس السوبر الأوروبي: 2020[88]
- كأس العالم للأندية: 2020[89]

### الفردية
- أفضل لاعب كندي تحت 17 سنة: 2016،[66] 2017[68]
- كأس الكونكاكاف الذهبية جائزة المستقبل المشرق: 2017[90]
- كأس الكونكاكاف الذهبية جائزة الحذاء الذهبي: 2017[91]
- كأس الكونكاكاف الذهبية أفضل فريق: 2017[91]
- الدوري الأمريكي كل النجوم: 2018[39]
- فانكوفر وايتكابس لاعب العام في: 2018[42]
- فانكوفر وايتكابس هدف العام: 2018[42]
- جائزة أفضل لاعب كندي: 2018[92]
- الدوري الألماني أفضل لاعب واعد في الشهر: مايو 2020[93]
- الدوري الألماني أفضل لاعب واعد في الموسم: 2019–20[9]

## وصلات خارجية
- ألفونسو ديفيز على موقع الاتحاد الأوربي (الإنجليزية)
- ألفونسو ديفيز على موقع الدوري الأمريكي (الإنجليزية)
- ألفونسو ديفيز على موقع إي إس بي إن إف سي (الإنجليزية)
- ألفونسو ديفيز على موقع قاعدة بيانات كرة القدم.إي يو (الإنجليزية)
- ألفونسو ديفيز على موقع ليكيب (الفرنسية)
- ألفونسو ديفيز على موقع ناشيونال فوتبول تيمز (الإنجليزية)
- ألفونسو ديفيز على موقع Soccerbase.com (لاعب) (الإنجليزية)
- ألفونسو ديفيز على موقع Soccerway.com (الإنجليزية)
- ألفونسو ديفيز على موقع عالم كرة القدم.نت (الإنجليزية)
- ألفونسو ديفيز على موقع كووورة
- Alphonso Davies at WhitecapsFC.com
- ألفونسو ديفيز على فرق كرة القدم الوطنية.كوم